# Kryptogenne organizujące się zapalenie płuc
Kryptogenne organizujące się zapalenie płuc (ang. cryptogenic organizing pneumonia, COP) – rzadka choroba zaliczana do idiopatycznych śródmiąższowych zapaleń płuc, nazywana również idiopatycznym zarostowym zapaleniem oskrzelików z organizującym się zapaleniem płuc (ang. bronchiolitis obliterans organizing pneumonia, BOOP). Choroba występuje najczęściej u dorosłych w wieku 40-50 lat, rzadko pojawia się u dzieci. W 40% przypadków początek objawów jest ostry, stwierdza się kaszel, duszność, gorączkę, upośledzenie apetytu, spadek masy ciała, złą tolerancję wysiłku. W badaniu przedmiotowym podczas osłuchiwania stetoskopem stwierdza się trzeszczenia nad płucami. W badaniu rentgenowskim klatki piersiowej stwierdza się zacienienia plamiste. W badaniu tomokomputerowym widoczne są plamiste zmiany o charakterze "mlecznego szkła" (nieznaczne zacienienie obszaru płuc z widocznym rysunkiem naczyń krwionośnych) oraz guzki. Zmiany pojawiają się wokół oskrzeli i pod opłucną, mogą zmieniać lokalizację. W diagnostyce wykorzystuje się również badanie histopatologiczne tkanki pobranej w czasie biopsji płuca. W leczeniu stosuje się długotrwałą terapię kortykosteroidami. W około 65% przypadków choroba ulega całkowitemu wyleczeniu, natomiast w 10-15% przechodzi w formę przewlekłą, nawet u osób poddanych terapii.